# قرنفل متجمع الأسدية
القرنفل المتجمع الأسدية (باللاتينية: Dianthus monadelphus) نوع نباتي من جنس القرنفل من الفصيلة القرنفلية.

## الموئل والانتشار
موطن هذا النوع الوطن العربي